# Pinazépam
Le pinazépam (commercialisé sous le nom de marque Domar et Duna) est un médicament de la famille des benzodiazépines. Il possède des propriétés anxiolytiques, anticonvulsivantes, sédatives et relaxantes au niveau des muscles squelettiques.
Le pinazépam et son métabolite, le N-desméthyldiazépam, traversent le placenta et atteignent le fœtus en développement. Cependant, la concentration plasmatique de ces substances est généralement beaucoup plus élevée chez la mère que chez le fœtus.
Le pinazépam se distingue des autres benzodiazépines par la présence d'un groupe propargyle en position N-1 de sa structure chimique. Comparé au diazépam, il présente une toxicité réduite. Les études animales suggèrent qu'il exerce des effets anxiolytiques et anti-agitation tout en induisant des propriétés hypnotiques et une altération de la coordination motrice plus modérées. Le pinazépam est rapidement absorbé après une administration par voie orale. Ses principaux métabolites actifs incluent le dépropargylpinazépam (également connu sous le nom de N-desméthyldiazépam ou nordazépam) ainsi que l'oxazépam. Chez l'être humain, le pinazépam agit principalement comme un agent anxiolytique, car il présente peu ou pas des autres effets pharmacologiques typiques des benzodiazépines. Son faible impact sur les fonctions intellectuelles, motrices et hypnotiques le rend mieux adapté que d'autres benzodiazépines pour une utilisation pendant la journée,,. La demi-vie d’élimination est plus longue chez les personnes âgées.